# H. M. Jyothi
H. M. Jyothi (Hiriyur Manjunath Jyothi; Kannada ಎಚ್.ಎಂ.ಜ್ಯೋತಿ; * 1. Juli 1983 in Hiriyur, Karnataka) ist eine ehemalige indische Leichtathletin, die sich auf den Sprint spezialisiert hatte.

## Sportliche Laufbahn
Erste internationale Erfahrungen sammelte H. M. Jyothi im Jahr 2006, als sie bei den Asienspielen in Doha in 46,29 s den sechsten Platz mit der indischen 4-mal-100-Meter-Staffel belegte. 2009 gewann sie dann bei den Asienmeisterschaften in Guangzhou in 11,60 s die Bronzemedaille im 100-Meter-Lauf hinter der Japanerin Chisato Fukushima und Vũ Thị Hương aus Vietnam. Zudem wurde sie im Staffelbewerb im Finale wegen eines Wechselfehlers disqualifiziert. Im Jahr darauf schied sie bei den Commonwealth Games in Neu-Delhi mit 11,86 s im Halbfinale über 100 m aus und auch im 200-Meter-Lauf kam sie mit 24,52 s nicht über das Semifinale hinaus. Zudem gewann sie in 45,25 s gemeinsam mit Sathi Geetha, Srabani Nanda und P. K. Priya die Bronzemedaille in der 4-mal-100-Meter-Staffel hinter den Teams aus England und Ghana. Anschließend schied sie bei den Asienspielen in Guangzhou mit 11,98 s im Halbfinale über 100 m aus und gelangte mit der Staffel nach 45,23 s auf den fünften Platz. 2014 verpasste sie dann bei den Commonwealth Games in Glasgow mit 44,81 s den Finaleinzug mit der Staffel und wurde anschließend bei den Asienspielen in Incheon in 44,91 s Sechste. Im September 2017 bestritt sie in Chennai ihren letzten offiziellen Wettkampf und beendete daraufhin ihre aktive sportliche Karriere im Alter von 34 Jahren.
In den Jahren 2008 und 2010 wurde Jyothi indische Meisterin im 100- und 200-Meter-Lauf.

## Persönliche Bestzeiten
- 100 Meter: 11,46 s (+0,3 m/s), 28. April 2016 in Neu-Delhi
- 200 Meter: 23,42 s (0,0 m/s), 30. April 2016 in Neu-Delhi